# Lomas de Comanjilla
Lomas de Comanjilla är en ort i Mexiko.   Den ligger i kommunen León och delstaten Guanajuato, i den centrala delen av landet, 300 km nordväst om huvudstaden Mexico City. Lomas de Comanjilla ligger 1 843 meter över havet och antalet invånare är 560.
Terrängen runt Lomas de Comanjilla är platt åt sydväst, men åt nordost är den kuperad. Runt Lomas de Comanjilla är det tätbefolkat, med 257 invånare per kvadratkilometer. Närmaste större samhälle är León de los Aldama, 18,4 km nordväst om Lomas de Comanjilla. Trakten runt Lomas de Comanjilla består till största delen av jordbruksmark.